# Polymorfisme
I biologi er en polymorfisme (eller polymorfi) en (DNA)-sekvens-variation. I modsætning til en mutation bliver den defineret som en ikke-sygdomsfremkaldende ændring eller en ændring fundet med en frekvens på mere end 1% i en population.
En polymorfisme kan være begrænset til blot et enkelt nukleotid.
Man taler så om en enkeltnukleotid-polymorfisme, på engelsk single nucleotide polymorphism (SNP).

## Henvisning
- J.T. den Dunnen og S.E. Antonarakis, "Nomenclature for the description of sequence variations", Human Genetics, 2000 (revideret 2001).